# 십스테드
십스테드(Schibsted)는 노르웨이의 미디어 그룹이다.